# Запсковье

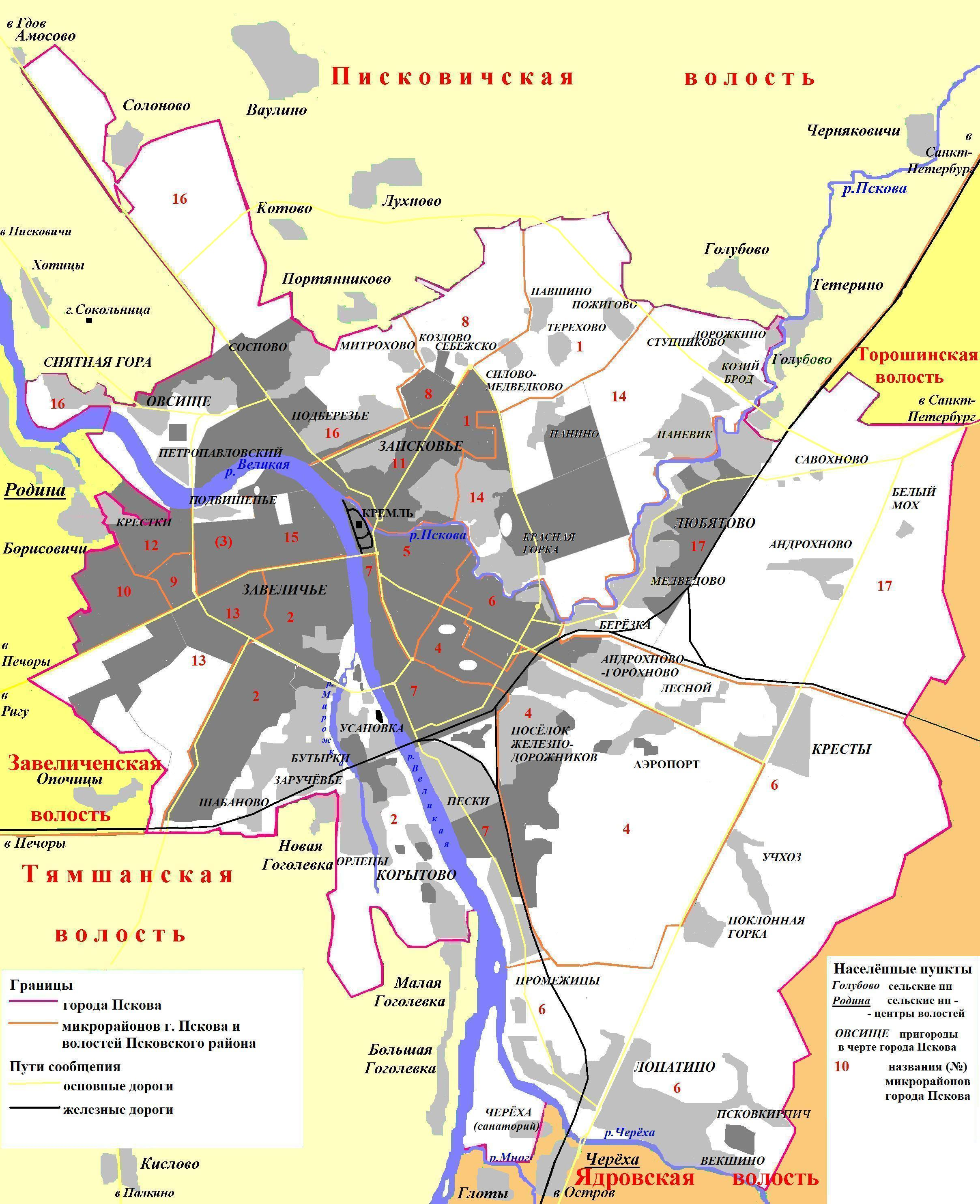
Карта города Пскова

За́псковье — исторически сложившийся район города Пскова. Назван по расположению на противоположном от центра города берегу реки Пскова́.

## Население
Численность населения Запсковья составляет около 48 тысяч человек из 202,8 тысяч псковичей (2011).

## История
Запсковье впервые упоминается под 1323 годом в летописях как посад, в котором стояла немецкая рать. В 1368 году было сожжено немцами, а в 1371 и 1409 годах вновь было подвергнуто набегу немцев. Посад постепенно рос и в 1465 году на Запсковье была построена деревянная стена: подступившие к нему вскоре немцы были отбиты. Запсковское побережье близ Крома в XVI веке назывался «Немецким берегом», так как до построения крепостных стен на Запсковье здесь находился Немецкий Двор (общежитие иноземных купцов). После постройки стен Двор был переселён на Завеличье в связи с тем, что Запсковье вошло в черту города, где иноземцы жить уже не могли.

## География
Граничит на севере с Писковичской волостью Псковского района, на юго-западе — по реке Великой — с Завеличенской волостью Псковского района, на юге — по реке Великой — с псковским районом Завеличье и — по реке Пскова́ — с Псковским Кромом (Кремлём) и центром города в целом, в том числе с районом Любятово.
К Запсковью относятся ряд пригородных посёлков: Овсище (в черте города Пскова с 1976 года), Снятная Гора (с 1976 г.), Красная Горка (с 1923 г.), Паневик (с 1961 г.), Митрохово (с 1961 г.), Козлово (с 1961 г.), Себежско (с 1961 г.), Силово-Медведово (с 1961 г), Павшино (с 1961 г.), Пожигово (с 1961 г.), Терехово (с 1961 г.), Козий Брод (с 1961 г.), Панино (с 1961 г.), Ступниково (с 1961 г.), Дорожкино (с 1961 г.), а также новый коттеджный посёлок Петропавловский у моста Александра Невского.

## Инфраструктура и транспорт

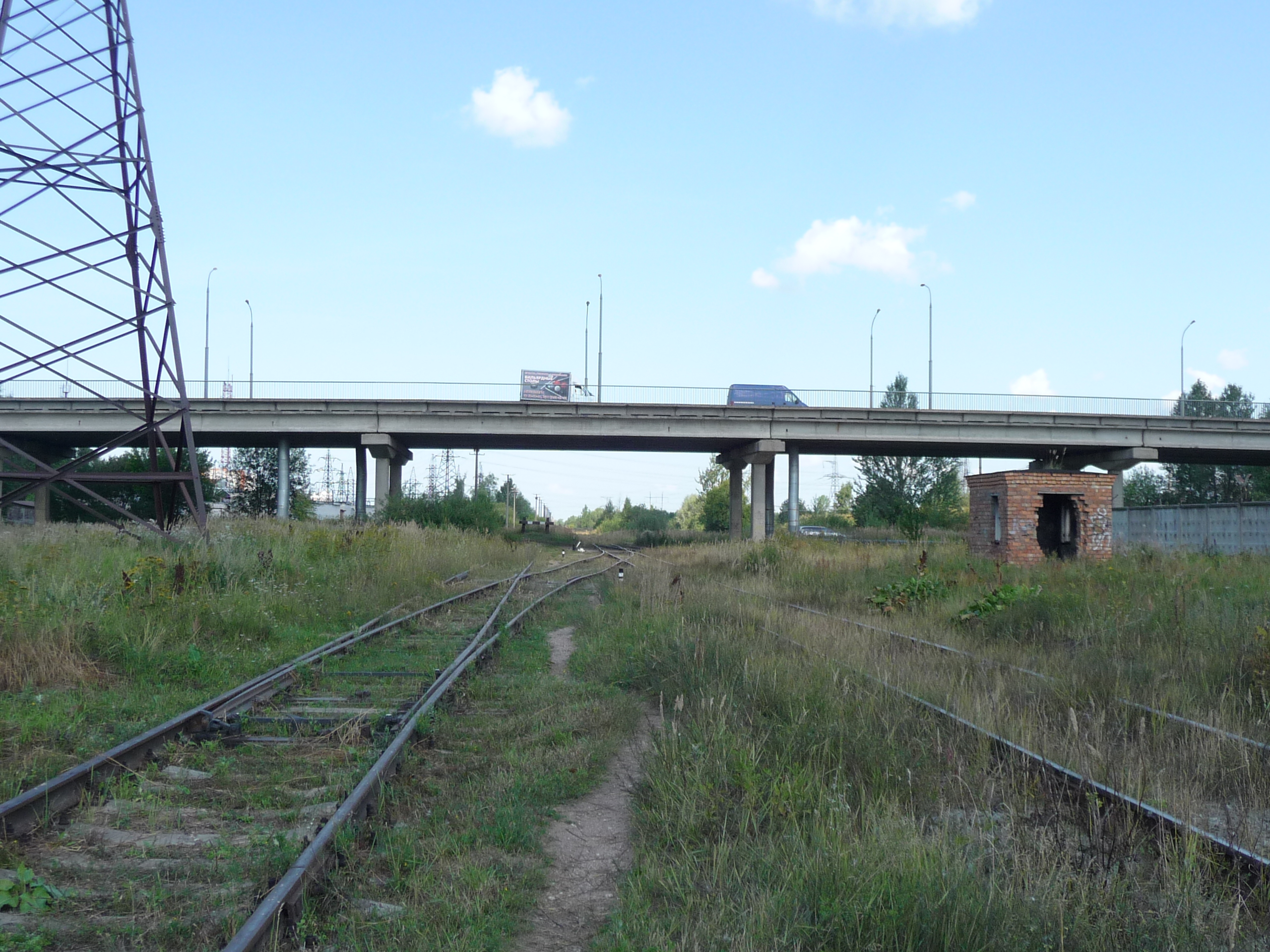
Бывшая станция Запсковье, сейчас северная горловина станции Берёзки

Запсковье является важной частью города, на территории которой расположены областной и городской военные комиссариаты, государственный архив Псковской области (ГАПО), районный центр занятости, районная поликлиника, наркологический диспансер, ипподром, мясокомбинат, хлебокомбинат, завод железобетонных изделий (ЗАО «Завод ЖБИ-1»), завод турникетов и систем безопасности (PERCo) и ряд других важных объектов города, района и области.
Соединено с центром тремя автомобильными мостами (Троицкий (Советский), Кузнецкий, Инженерный) и рядом пешеходных мостов, с Завеличьем — одним автомобильным мостом (Александра Невского).
Раньше через Запсковье проходила железнодорожная ветка Псков-Гдов, но во время Великой Отечественной войны она была полностью разрушена (разобрана и увезена немцами). Сейчас на территории Запсковья осталась недействующая станция Запсковье (Промышленная), как северная горловина станции Берёзки (Северо-восточный промышленный узел), которая используется для подъезда вагонов к местным предприятиям.

### Основные транспортные артерии
Главные транспортные пути:
- Улица Леона Поземского (от Троицкого (Советского) моста на северо-запад, на Гдов);
- улица Труда (от пересечения с улицей Леона Поземского у Троицкого (Советского) моста на северо-восток);
- Инженерная улица (от Инженерного моста до пересечения на севере с улицей Труда)
- улица Ижорского батальона (соединяет улицу Леона Поземского, улицу Чудскую и посёлки Овсище и Снятная Гора)
- Чудская улица (соединяет улицу Леона Поземского через улицу Ижорского батальона и Завеличье через мост Александра Невского)
- Инженерная улица (соединяет центр города через Кузнецкий мост с улицей Новаторов и восточные окраины Запсковья), а также Объездная магистральная дорога (соединяющая улицу Леона Поземского (Гдовское шоссе) вокруг северных окраин города и Ленинградское шоссе (М20), идущее на Санкт-Петербург) и др.

## Достопримечательности

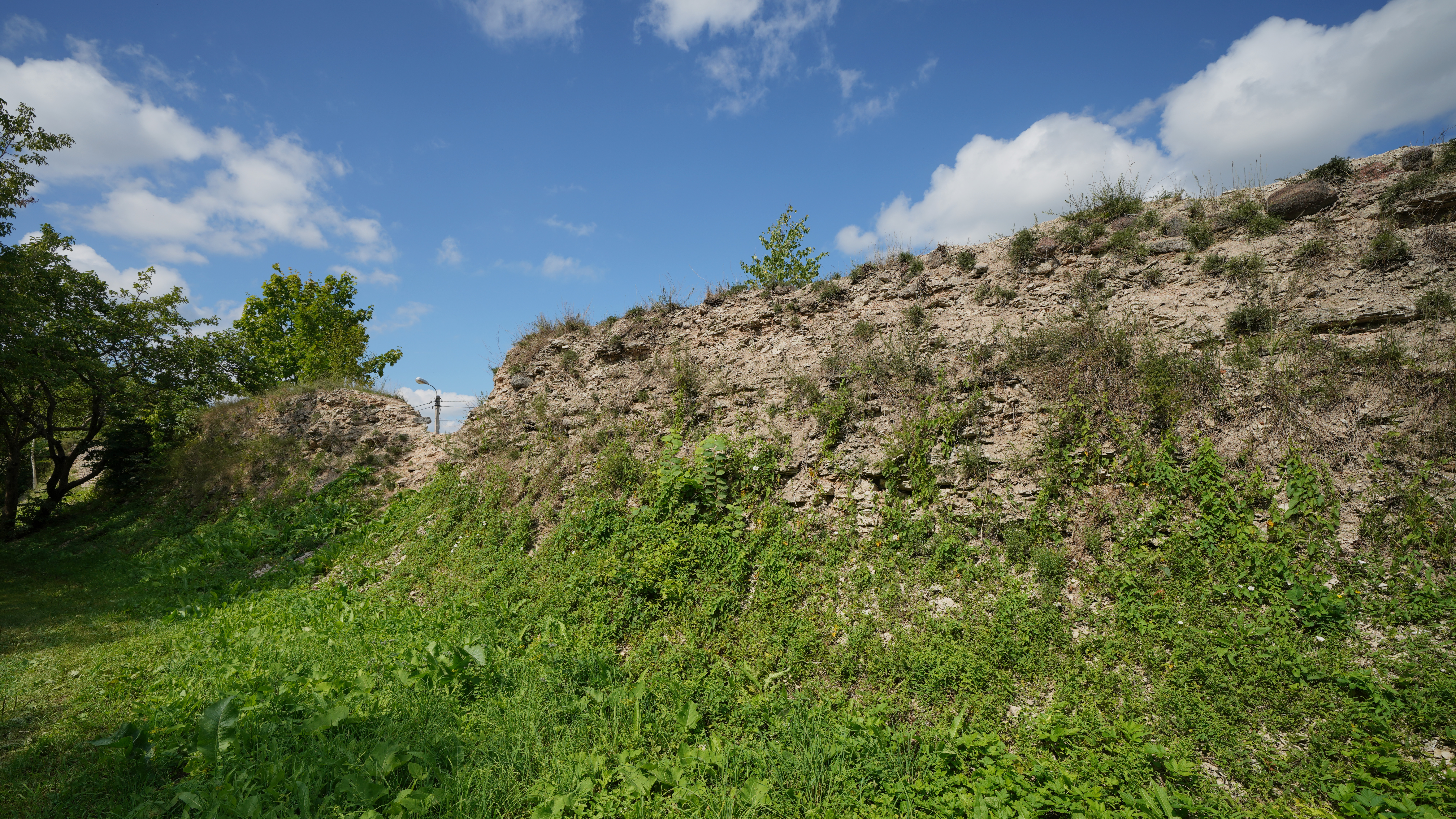
Сохранившийся участок крепостной стены на Запсковье

Храмы Запсковья исторического центра (собственно Запсковье)
Основная статья: Храмы Запсковья 
- Церковь Косьмы и Дамиана с Гремячей горы 1540 года — улица Гремячая, Гремячая Гора
- Церковь Косьмы и Дамиана с Примостья 1463 года — улица Леона Поземского (Званица), д. 7.
- Церковь Варлаама Хутынского 1495 года — улица Леона Поземского (Званица), д. 53.
- Церковь Богоявления с Запсковья 1496 года со звонницей — улица Герцена (Богоявленская), д. 7.
- Церковь Образская с Жабьей лавицы 1487 года — улица Первомайская (Образская) ул., д. 27.
- Церковь Воскресения Христова со Стадища 1532 года — улица Набат, д. 4а.
- Церковь Иоанна Богослова с Мишариной горы 1547 года — улица Аллейная, д. 1.
- Церковь Ильи Мокрого (Ильи Пророка с Луга) 1677 года (бывшего Ильинского монастыря) — улица Волкова, д. 9.

Крепостная стена XV века (частично сохранилась) от устья Псковы до Гремячей горы, в том числе башни:
- Высокая (Воскресенская) башня у Нижних решёток
- Варлаамская (Наугольная) башня
- Варлаамский захаб (не сохранилась, на месте пересечения стены (ул. Застенной) с ул. Леона Поземского, ранее Нарвской ул.)
- Загряжский захаб (не сохранилась)
- Волковская башня (не сохранилась)
- Ильинская башня (не сохранилась, на месте пересечения стены (ул. Застенной) с ул. Труда, ранее Ильинской ул.)
- Глухая башня (не сохранилась)
- Гремячая башня (первоначальная, не сохранилась)
- Гремячая (Козьмодемьянская) башня

Храмы пригородных окраин Запсковья
Основная статья: Храмы окрестностей Запсковья 
- Снетогорский монастырь с церквями Никольской и Рождества Богородицы — улица Снятная Гора, д.1
- Петропавловская церковь на Брезе (бывшего Сироткина (Сереткина) монастыря) — улица Береговая, д.2 — у моста Александра Невского

Гражданские постройки
- Канатная фабрика Мейера

## Галерея

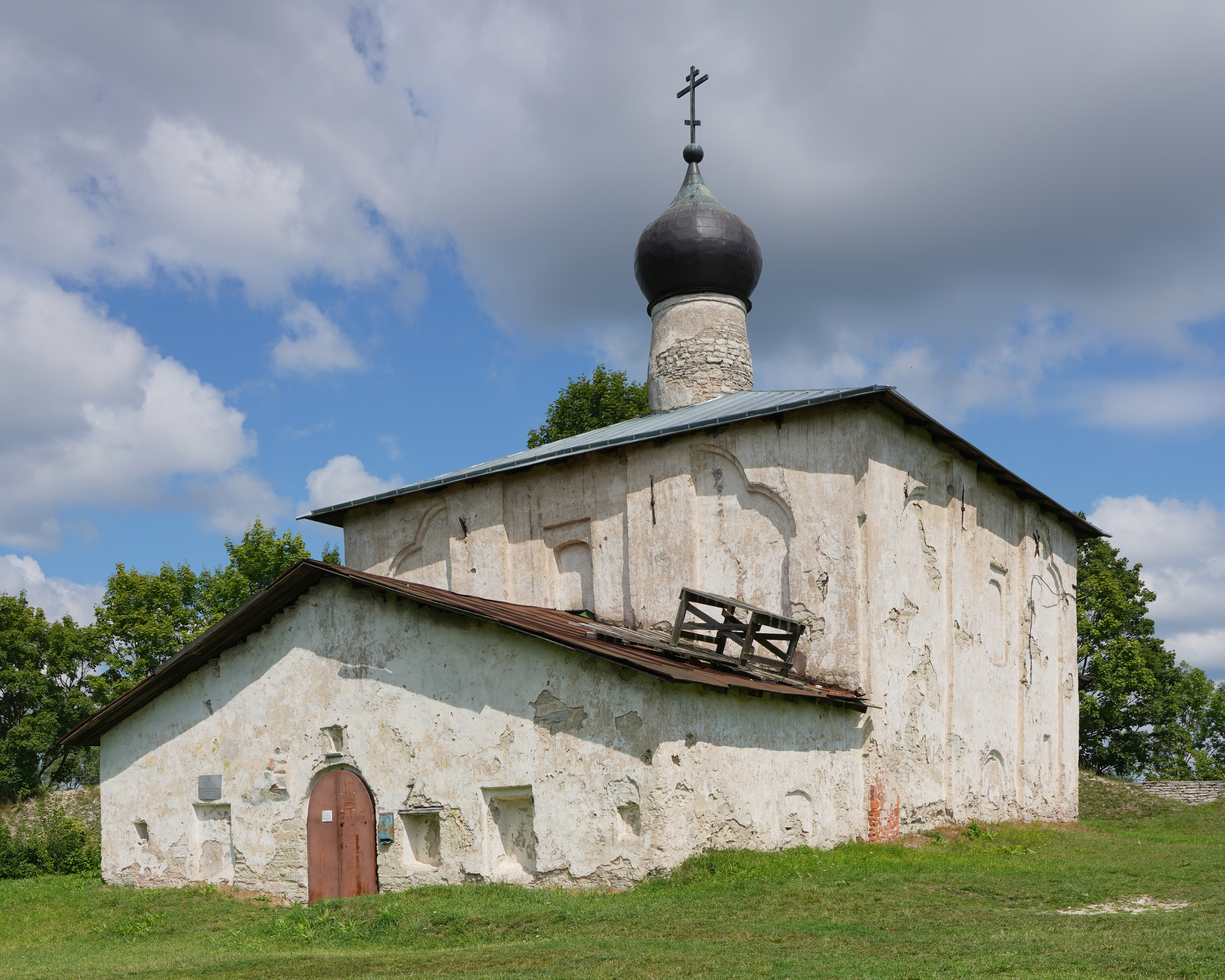
Церковь Козьмы и Демьяна на Гремячей горе
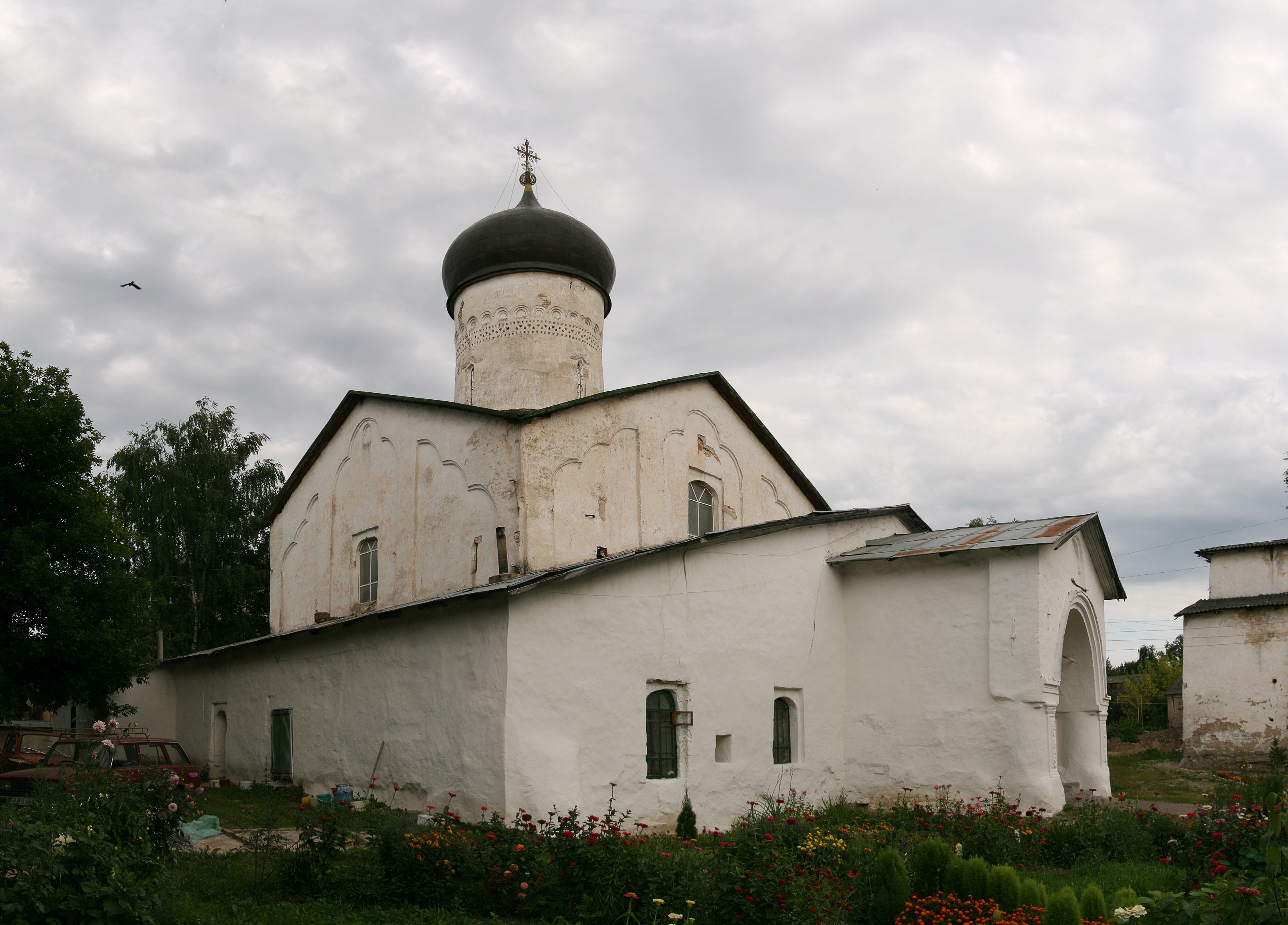
Церковь Козьмы и Демьяна с Примостья
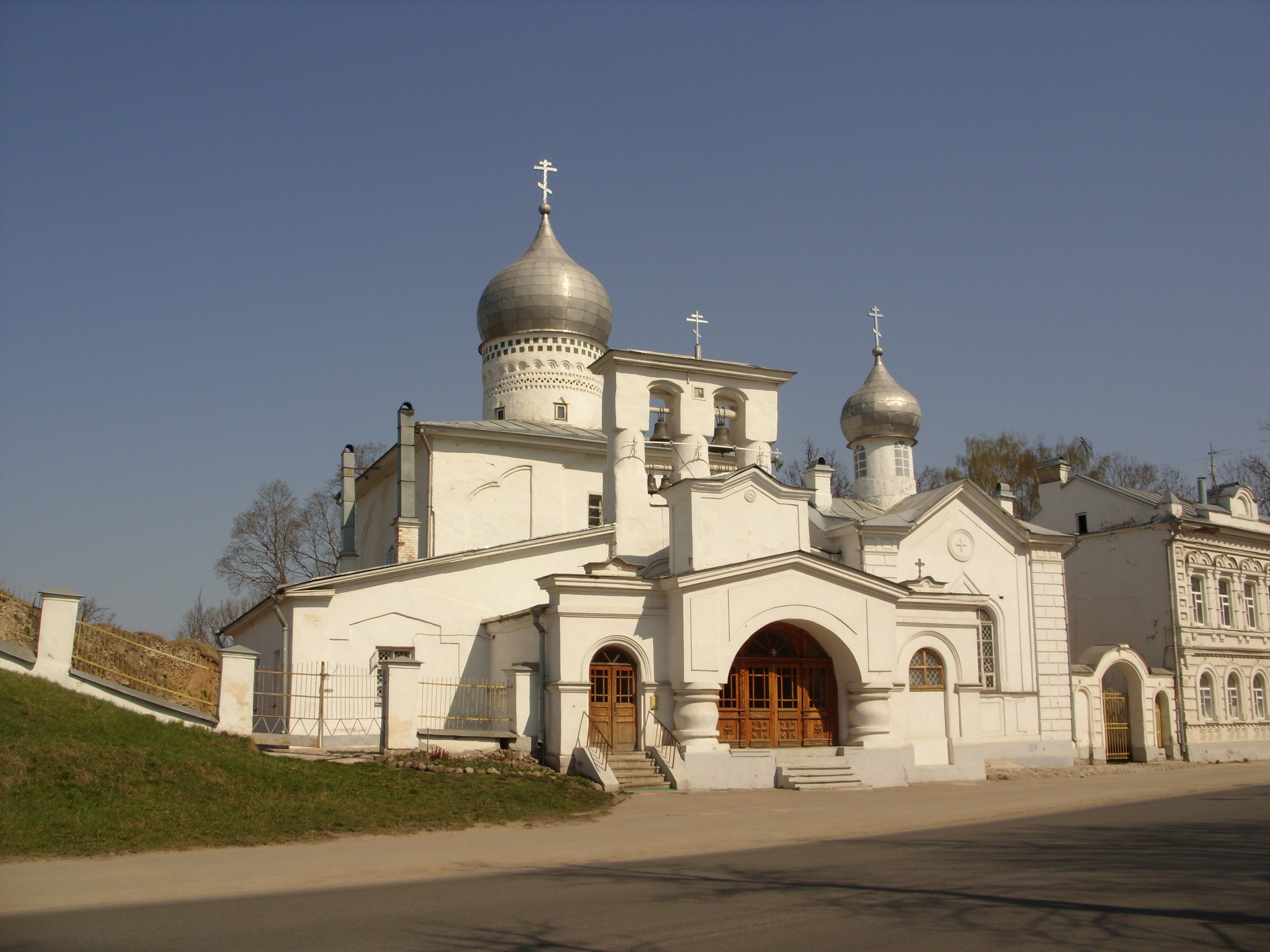
Церковь Варлаама Хутынского
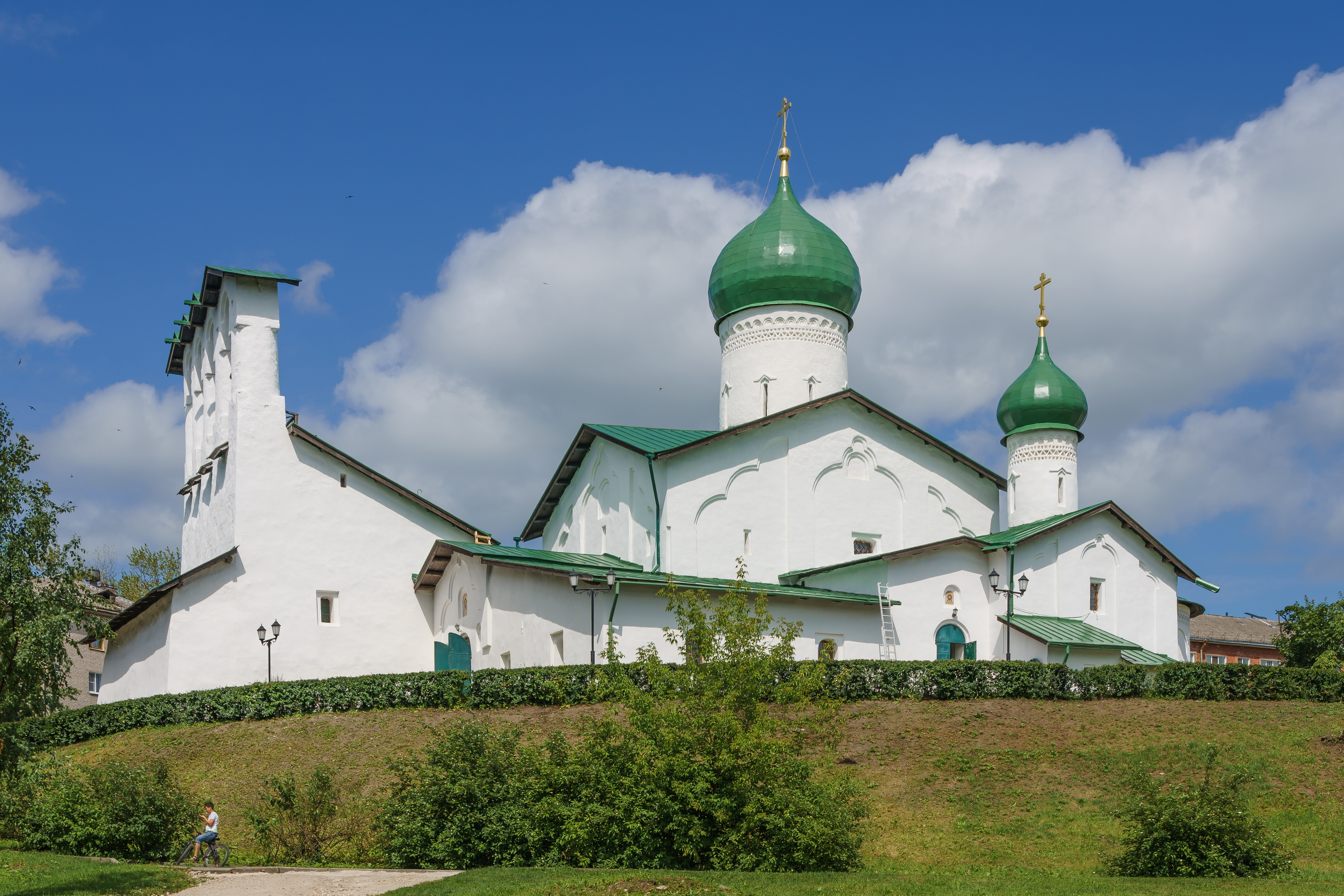
Церковь Богоявления с Запсковья
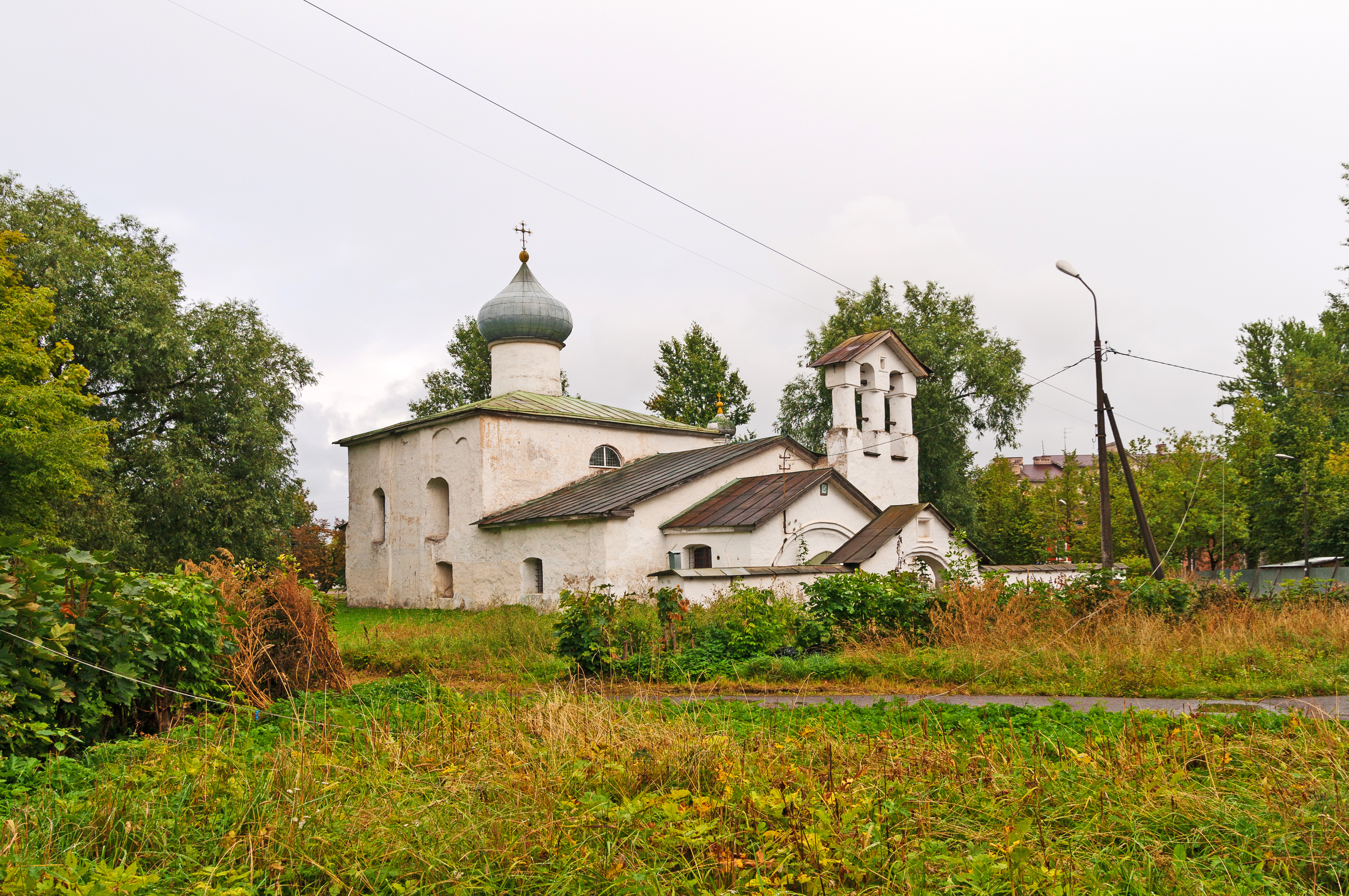
Церковь Образа Нерукотворного с Жабьей лавицы
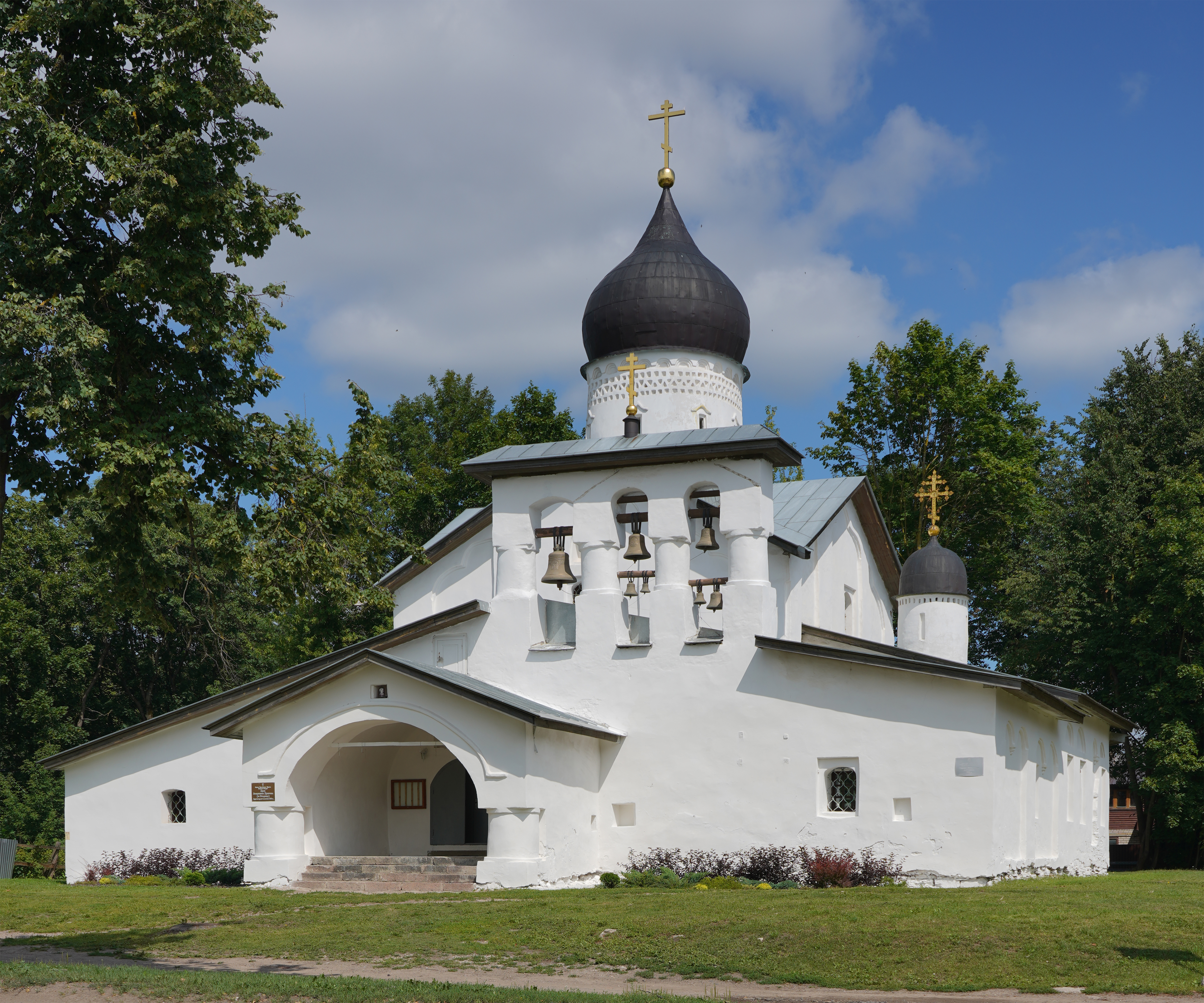
Церковь Воскресения со Стадища
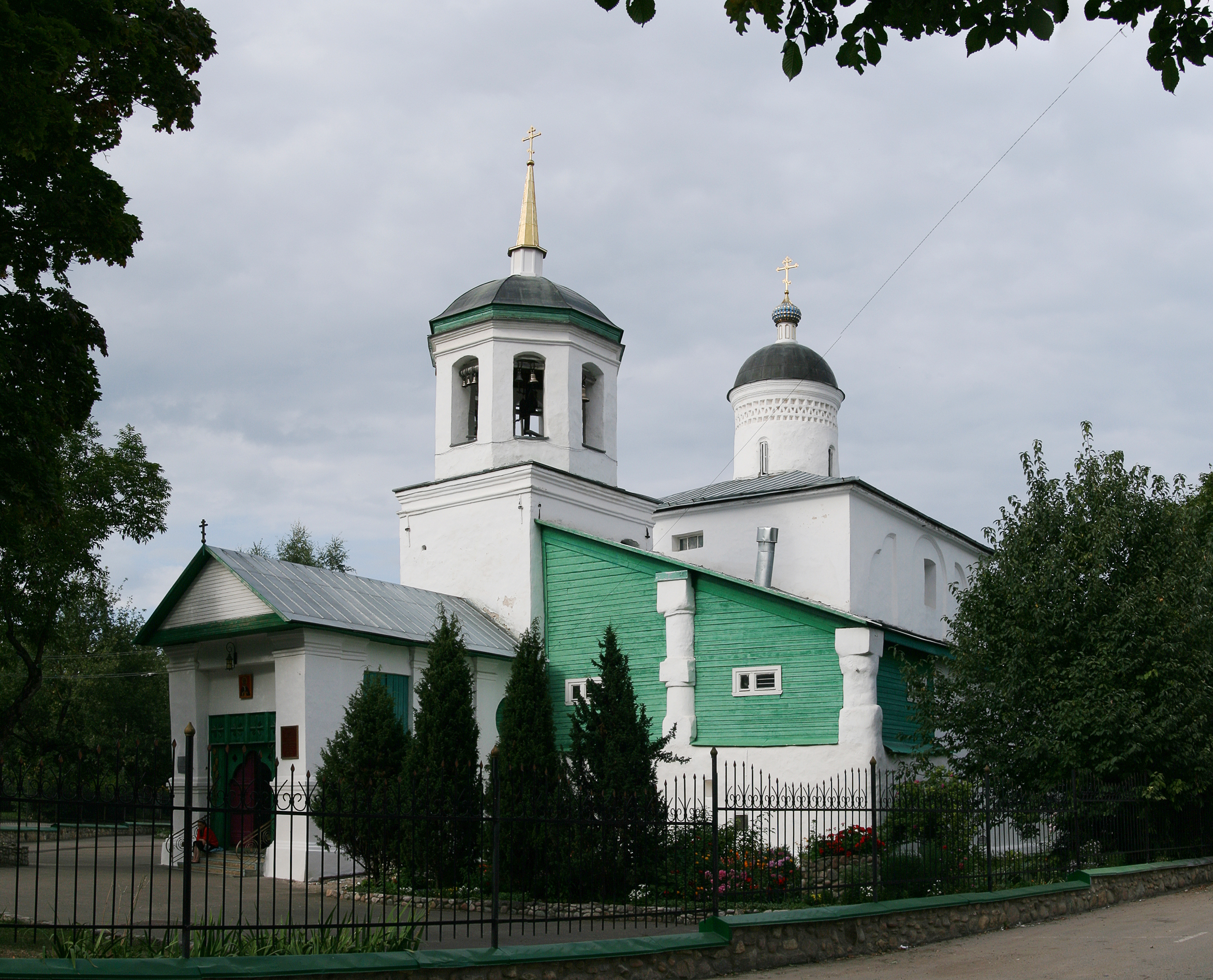
Церковь Ильи Мокрого
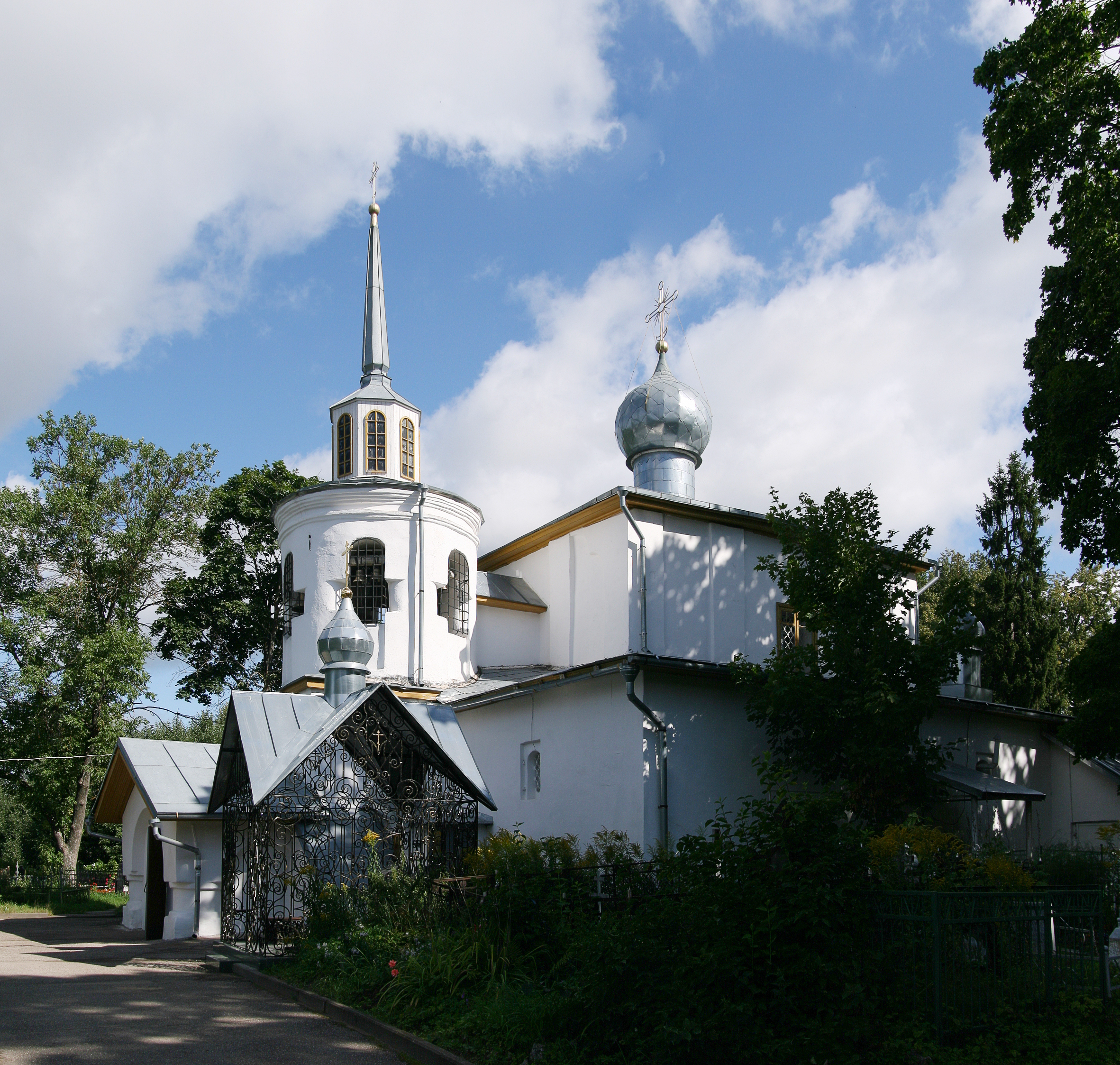
Церковь Иоанна Богослова и кладбище при нём
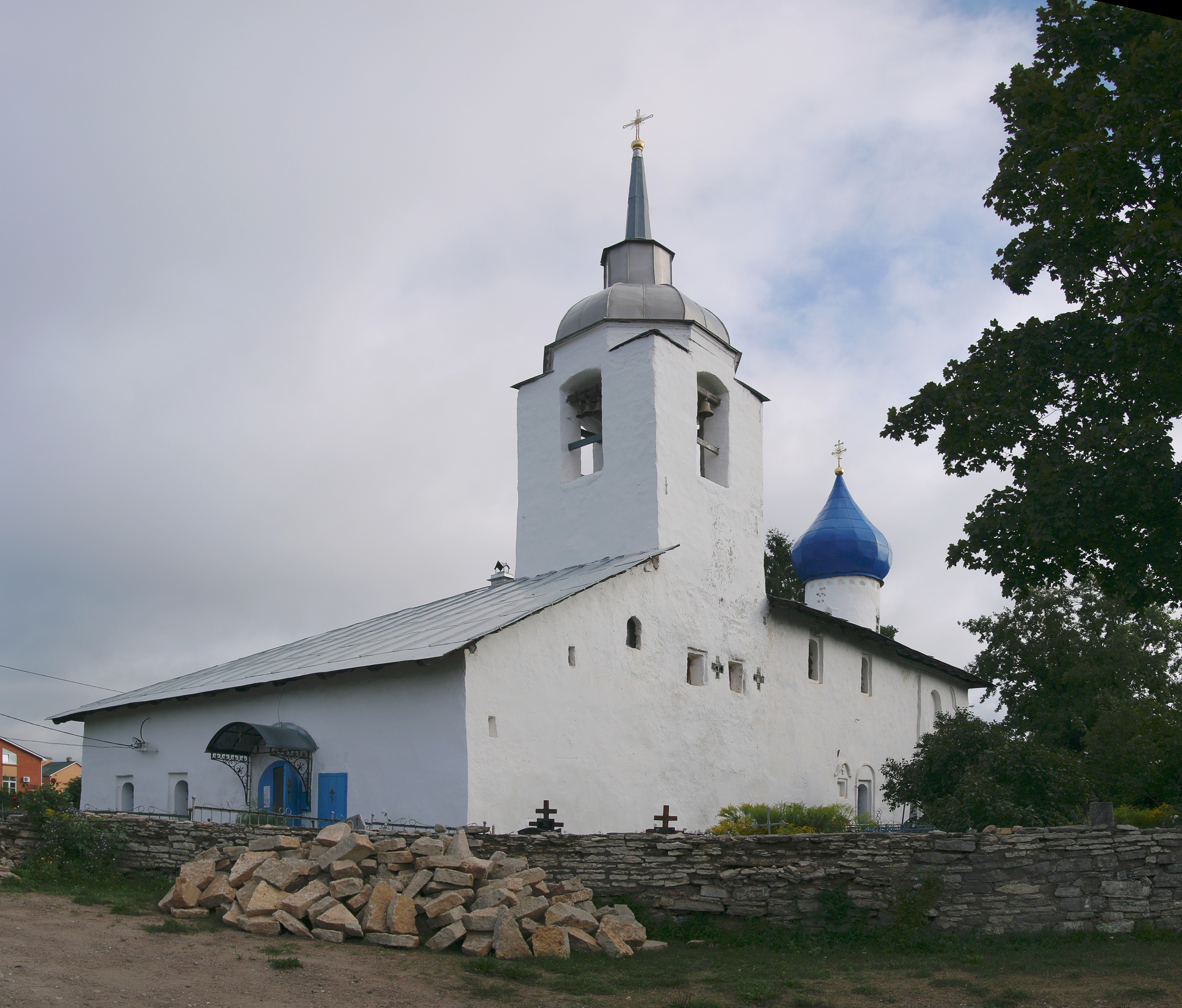
Церковь Петра и Павла на Брезе
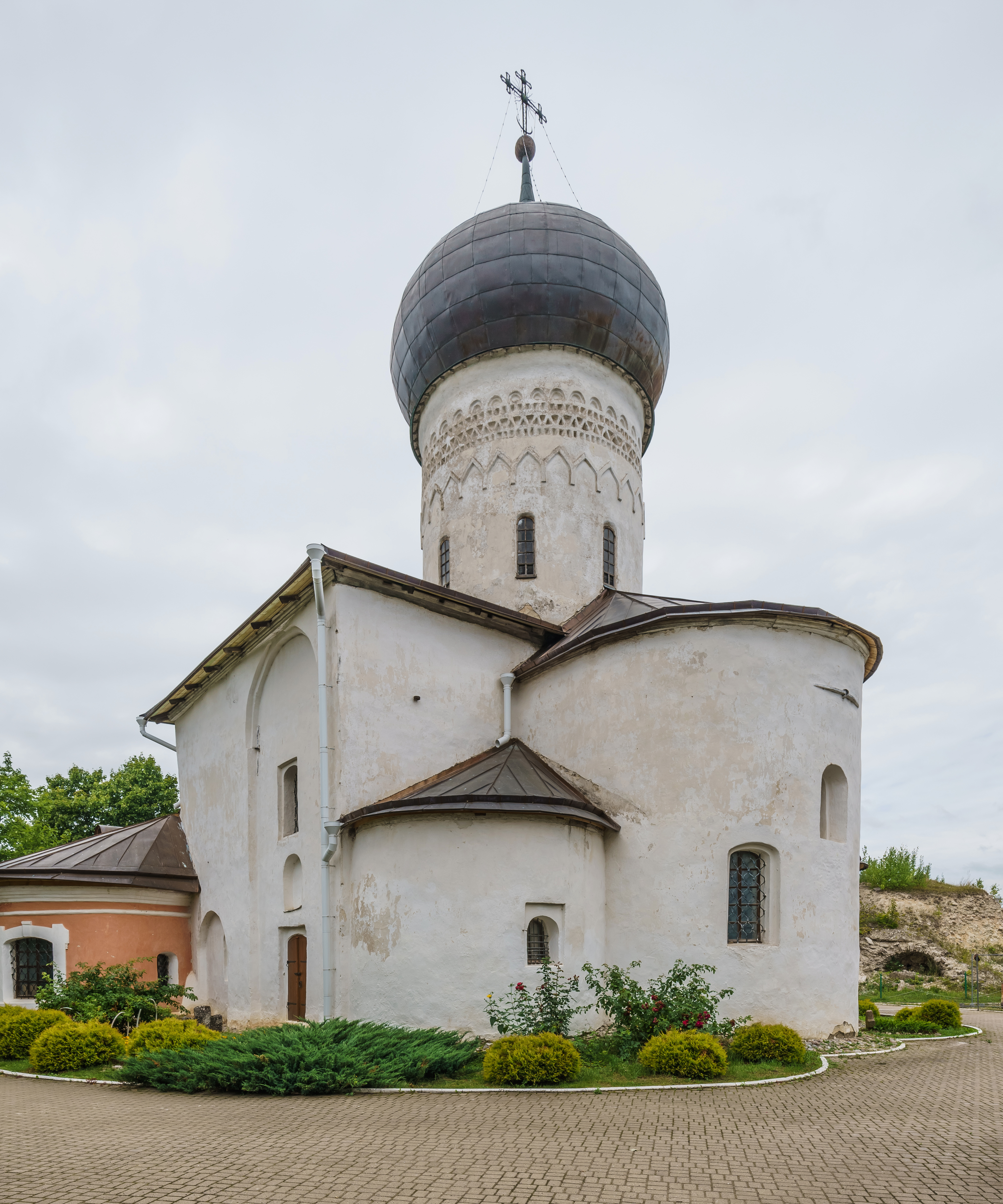
Собор Рождества Богородицы
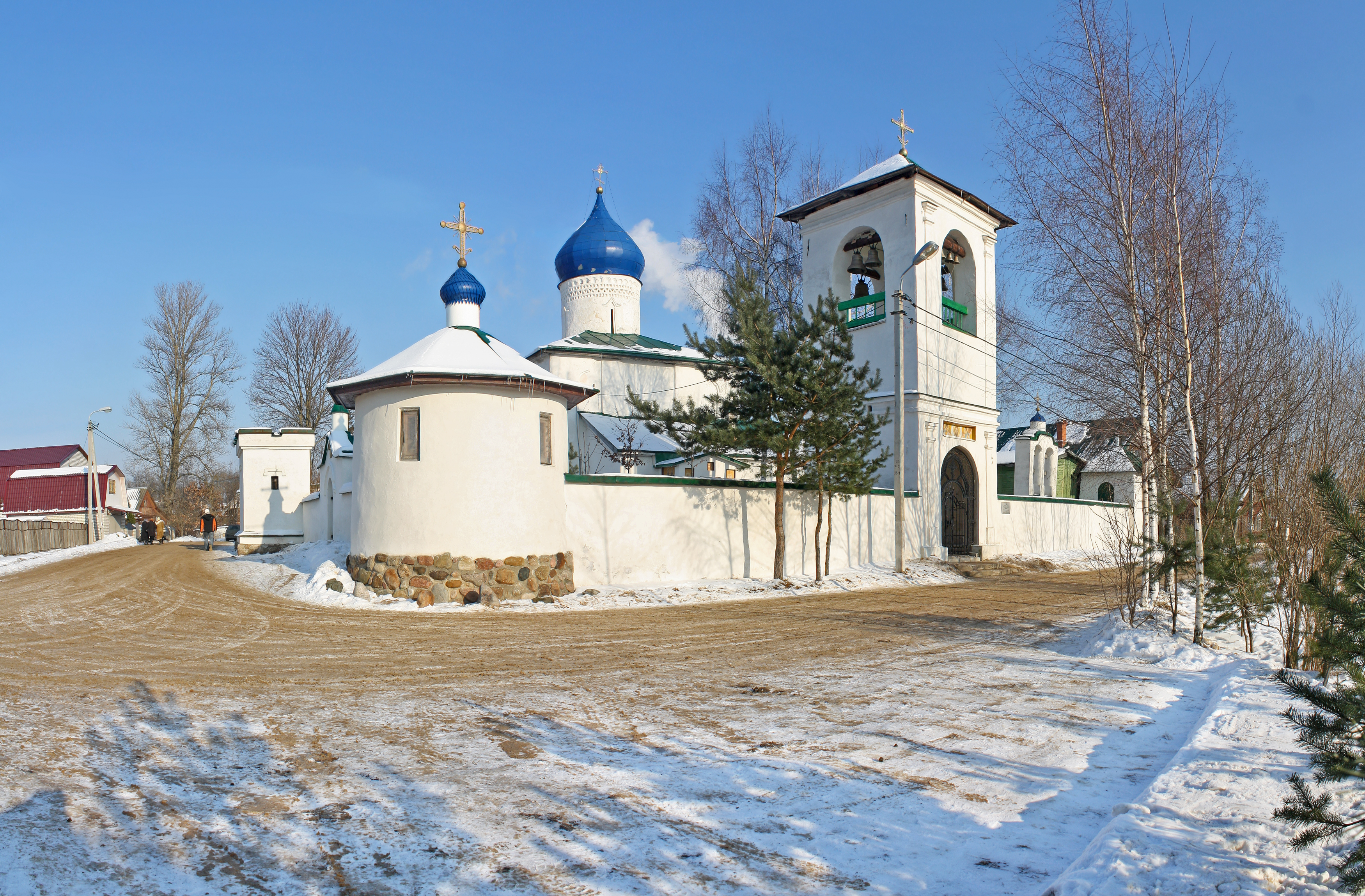
Церковь Константина и Елены в Царёвой слободе
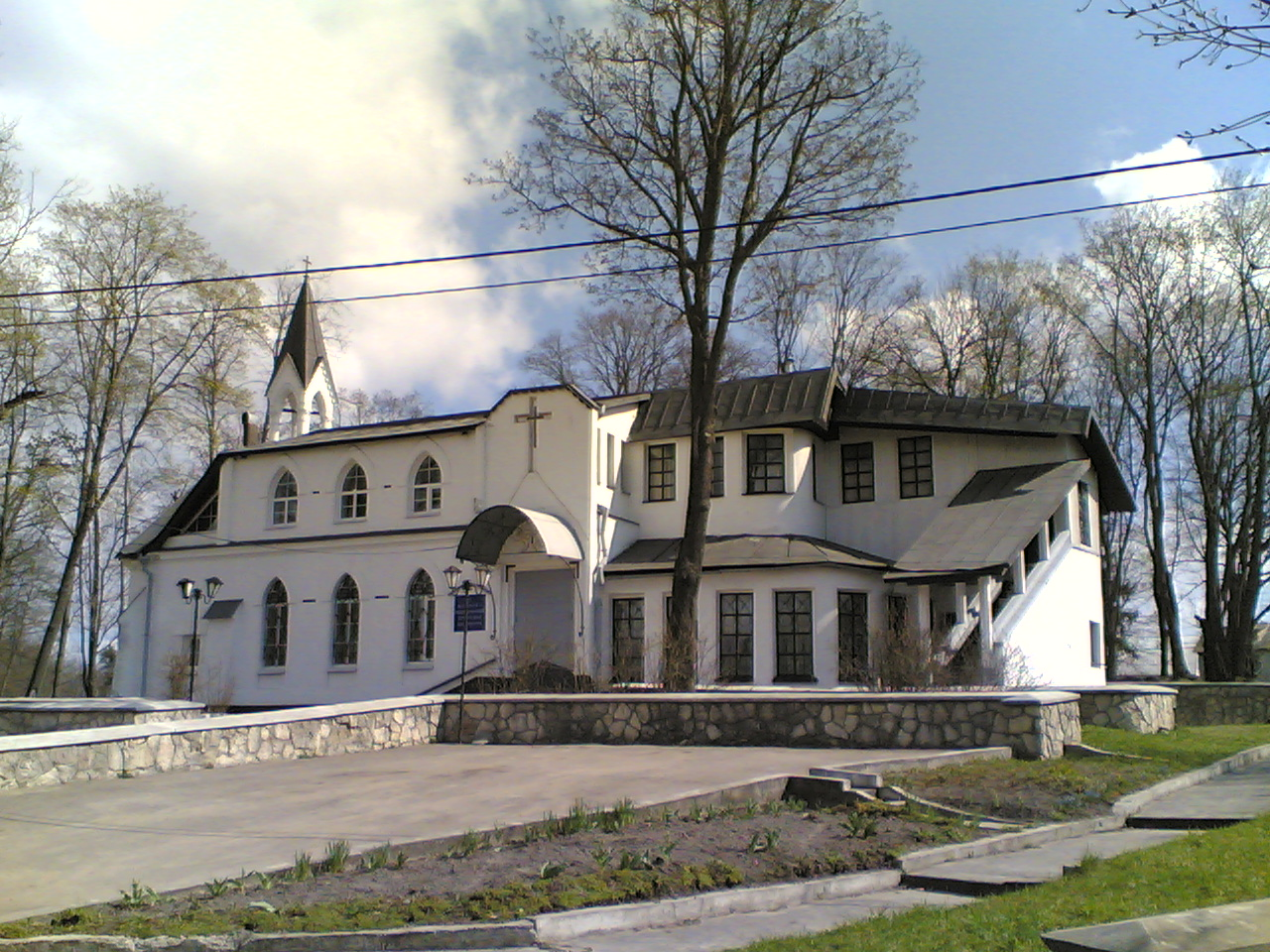
Церковь Евангельских Христиан Баптистов
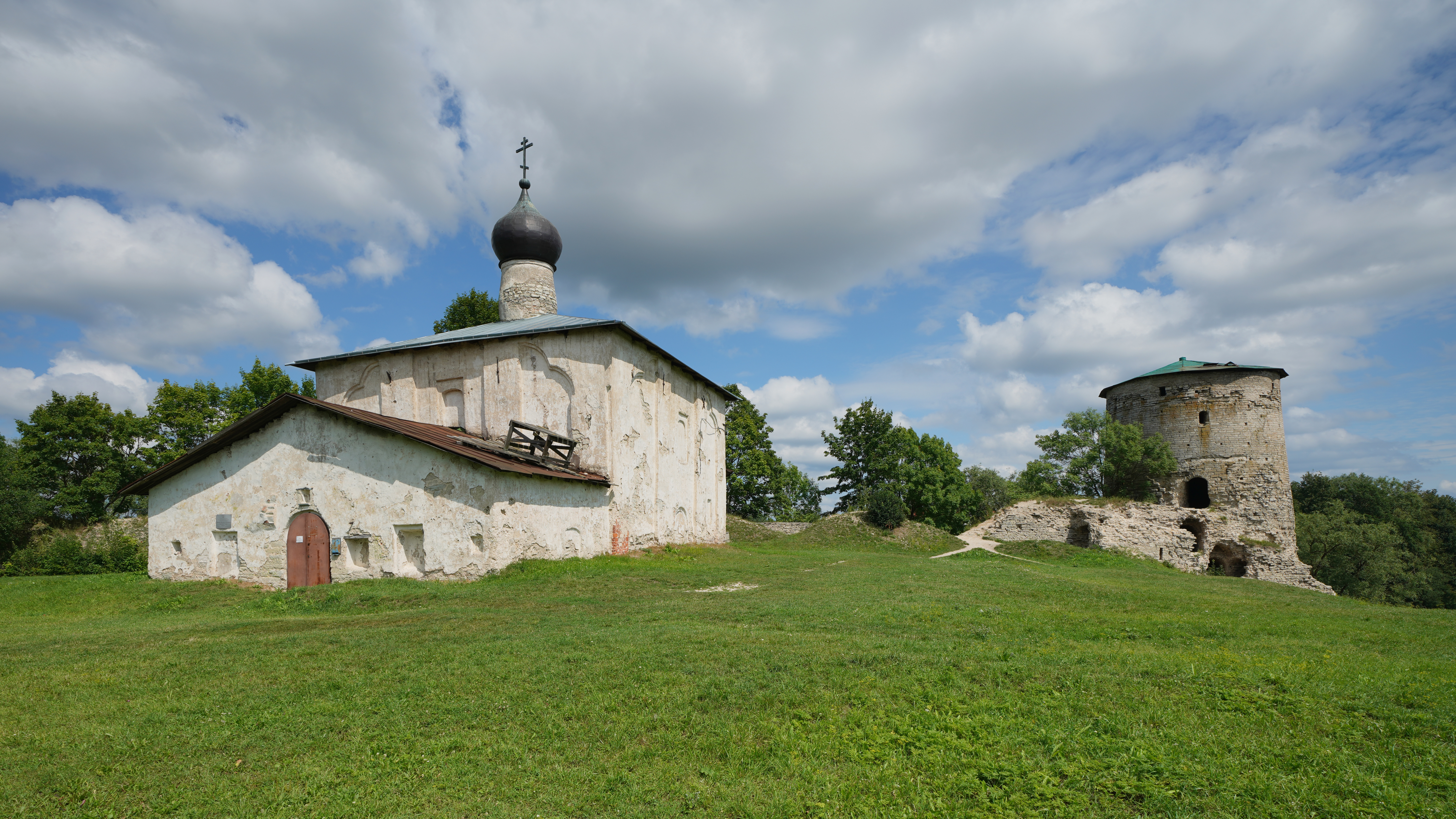
Гремячая гора и Козьмодемьянская (Гремячая) башня
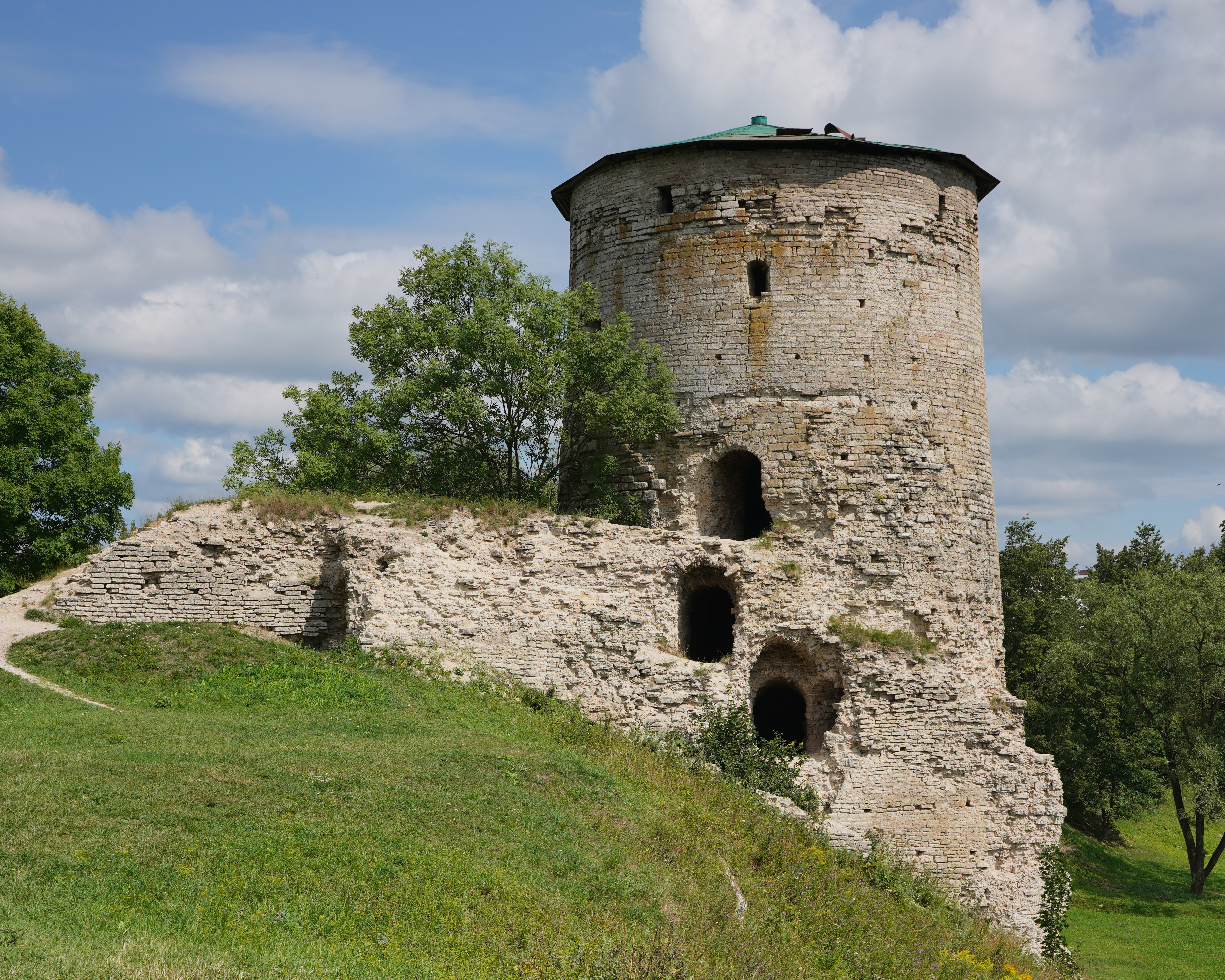
Козьмодемьянская (Гремячая) башня
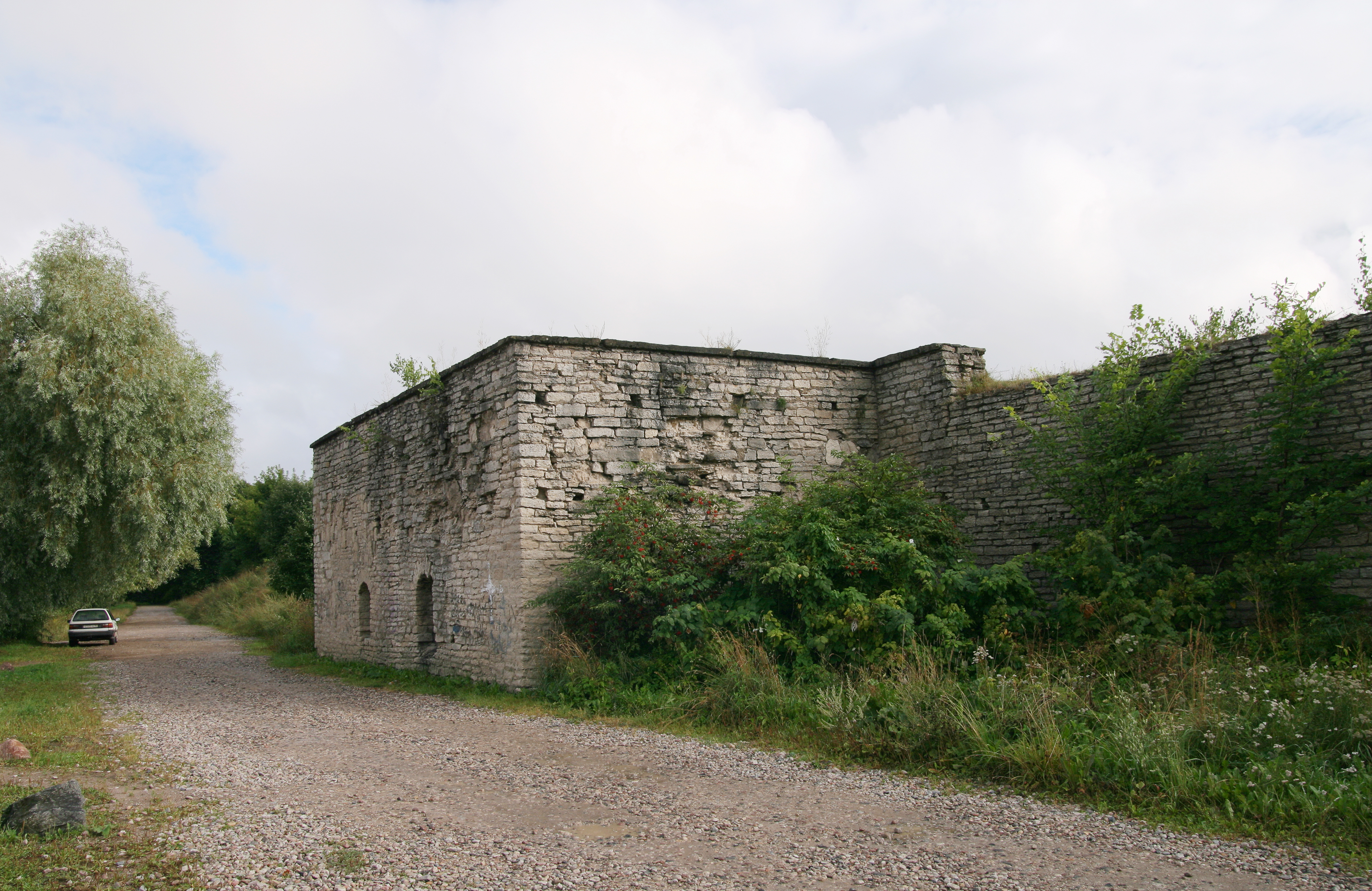
Глухая башня
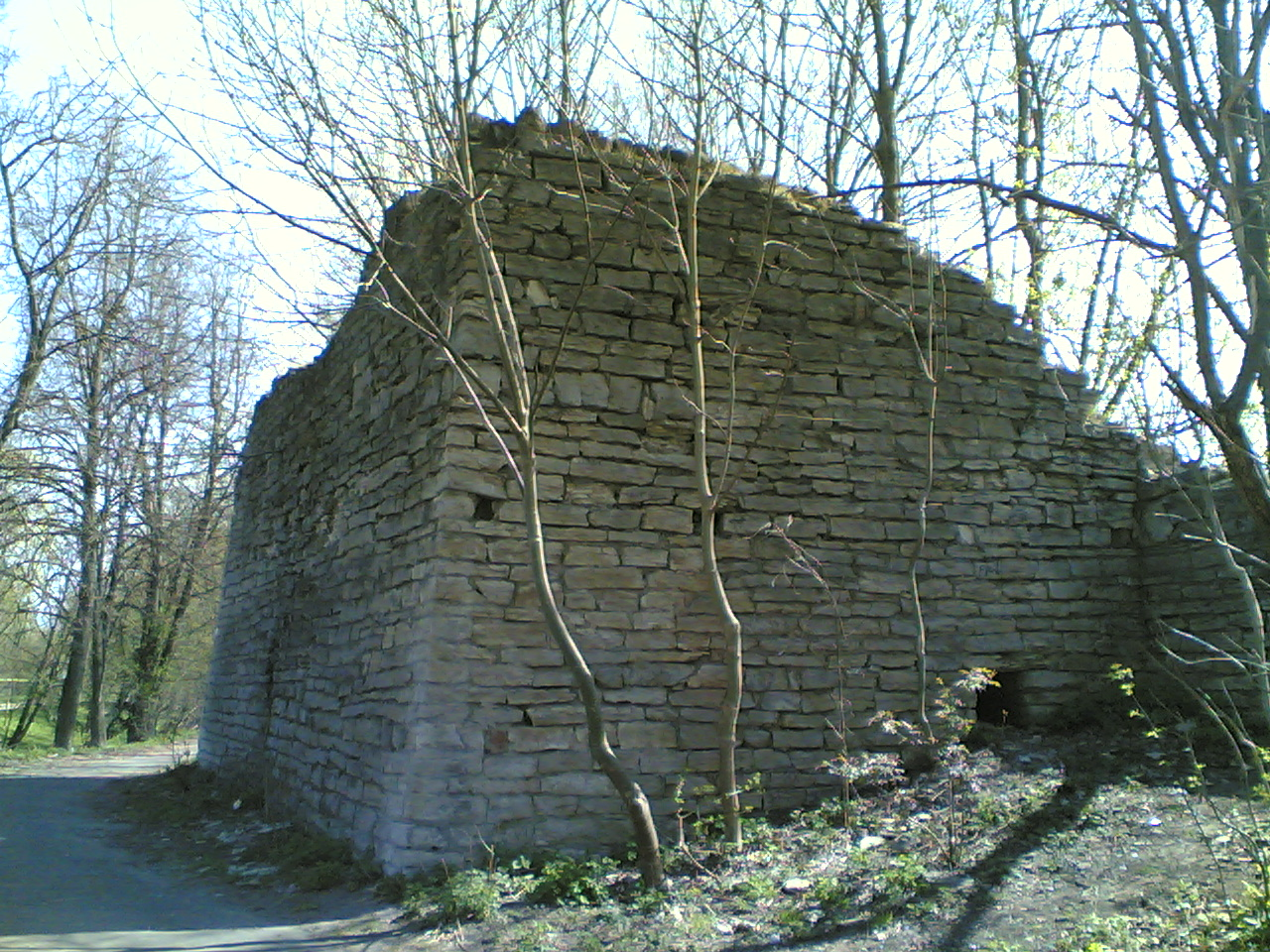
Волковская башня
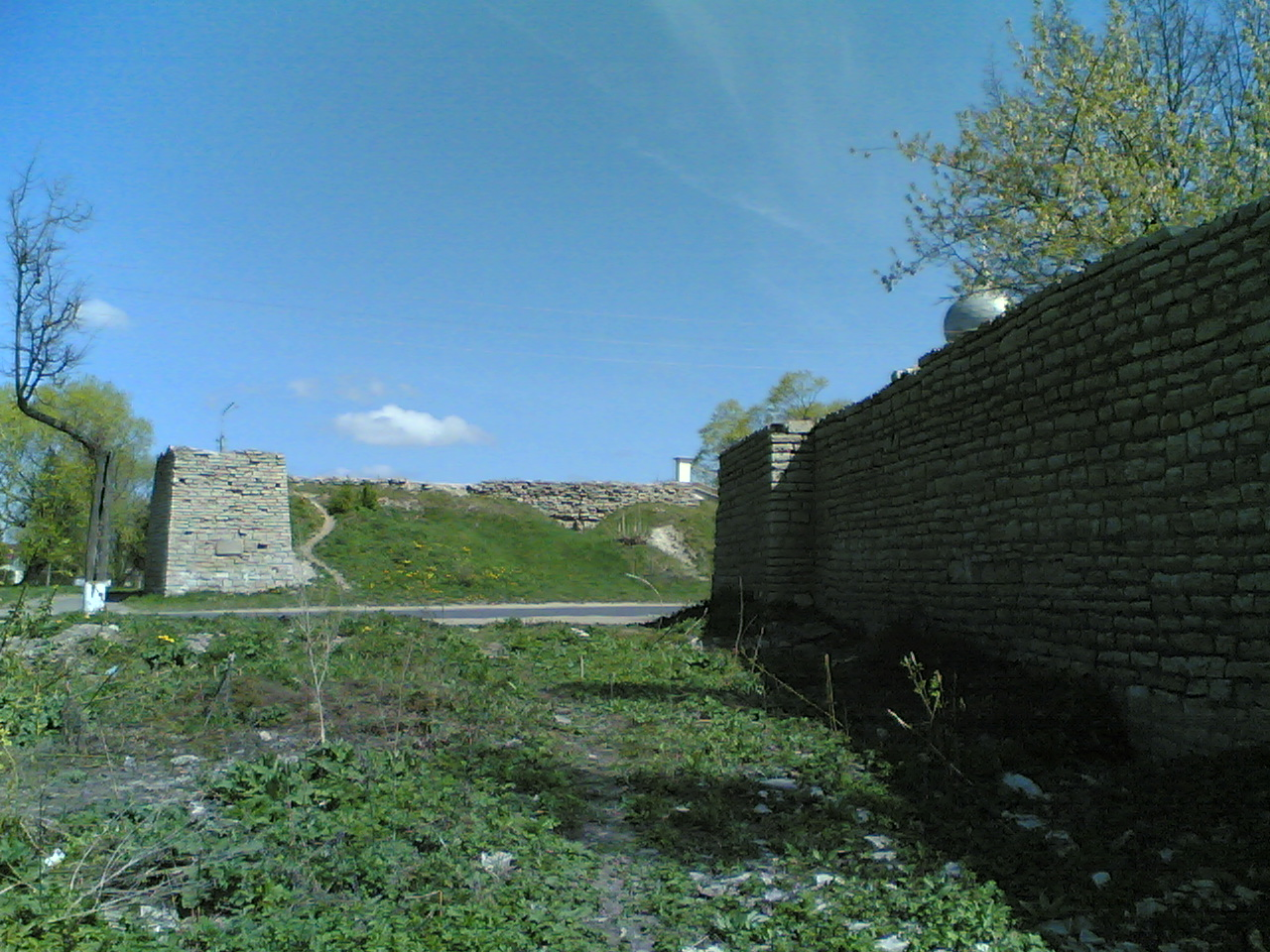
Варлаамские врата-захаб (остатки)
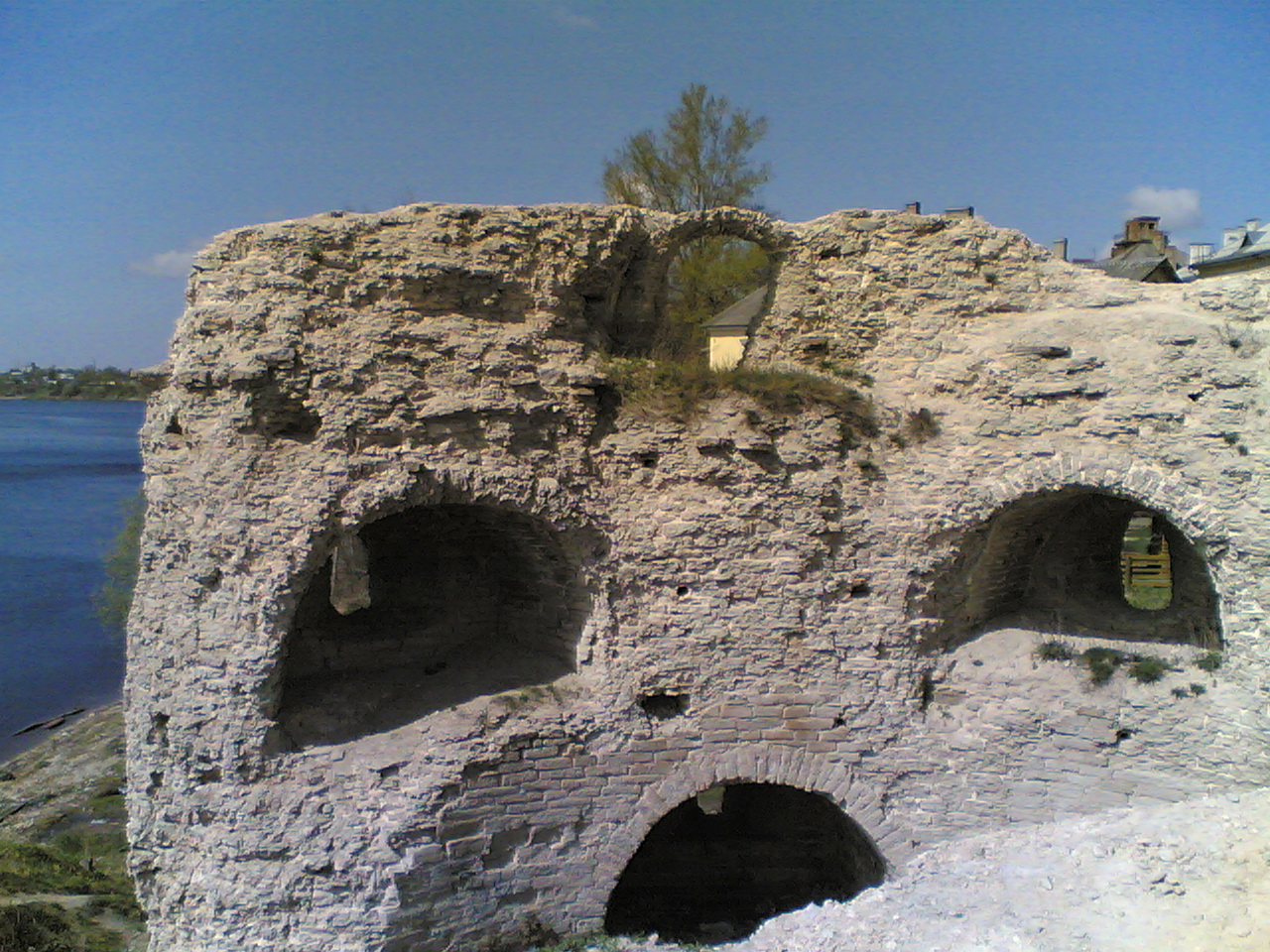
Варлаамская наугольная башня. Вид изнутри